# Cumbia
A cumbia (ejtsd: ’kumbja’) vagy cumbiamba kolumbiai eredetű, páros ütemű latin tánc és zenéje. Kolumbiában alakult ki, majd egész Latin-Amerikában elterjedt, ahol az egyik legnépszerűbb tánccá vált egyszerű ritmusának és könnyű táncolhatóságának köszönhetően.

## Elnevezése és eredete
Elnevezésének eredete, bár nem teljesen tisztázott, valószínűleg az afrikai cumbé táncra vezethető vissza, amelyet a spanyol hódítások és a rabszolgaság időszakában afrikai rabszolgák vittek Kolumbiába. Az egyes latin-amerikai országok saját népzenéjével keveredve számos variánsa alakult ki, főleg a hangszereket illetően.

## Jellemzői
A cumbia zenéje 4/4 ütemű, ritmusa általában 90–92 BPM. Eredetileg páros tánc: a nő hosszú szoknyát visel, és égő gyertyát tartva az egyik kezében a csípőjét ringatja, miközben a férfi a háta mögött táncol. Mint modern táncot azonban, főleg nők szokták egyedül táncolni; jellemzője a csípőringatás, és közben – a 4. ütemben – egyhelyben történő megfordulás.[forrás?]